# À travers le Morbihan 1992
À travers le Morbihan 1992, terza edizione della corsa con questo nome e diciassettesima in totale, valida come evento UCI categoria 1.4, si svolse il 30 maggio 1992 su un percorso di 200 km. Fu vinta dal belga Peter De Clercq che giunse al traguardo con il tempo di 4h56'25", alla media di 40,484 km/h.

## Ordine d'arrivo (Top 10)
| Pos. | Corridore           | Squadra   | Tempo    |
| ---- | ------------------- | --------- | -------- |
| 1    | Peter De Clercq     | Lotto     | 4h56'25" |
| 2    | Marcel Wüst         | RMO       | s.t.     |
| 3    | Franck Boucanville  | Chazal    | s.t.     |
| 4    | Franck Morelle      | Eurotel   | s.t.     |
| 5    | Jérôme Simon        | Z         | s.t.     |
| 6    | Christian Chaubet   | Chazal    | s.t.     |
| 7    | Thierry Bourguignon | Castorama | s.t.     |
| 8    | Patrick Deneut      | Lotto     | s.t.     |
| 9    | Richard Virenque    | RMO       | s.t.     |
| 10   | Mathieu Hermans     | Lotus     | s.t.     |